# Cinema Insomnia
Cinema Insomnia  è una serie televisiva statunitense a diffusione nazionale presentata dal conduttore horror Mr. Lobo.

## Format
In genere, Mr. Lobo apre ogni episodio promettendo di proiettare un noto classico dell'orrore o della fantascienza (come Il mostro della laguna nera o Alien); tuttavia limitazioni di bilancio, cause di forza maggiore o altre circostanze invariabilmente lo costringono a mostrare un film di qualità molto  inferiore (come Scontri stellari oltre la terza dimensione o Santa Claus Conquers The Martians).
A differenza dei vari conduttori e robot di Mystery Science Theater 3000, Mr. Lobo non appare durante la riproduzione del film; invece appare in brevi vignette tra i segmenti del film. Sono inclusi anche spot pubblicitari falsi (uno di questi era per "Rad Abrams – Skateboard Attorney"), trailer di vecchi film, spot pubblicitari classici e filmati e interviste girati a convegni horror, convegni di fantascienza e festival cinematografici in tutto il paese. 

### Personaggi
Mr. Lobo appare sempre sullo schermo con un taglio di capelli "professionale anni '70", indossa occhiali "anticoncezionali", abito nero e cravatta. Agisce come un narratore spettrale che trasmette da un vuoto nero e le sue uniche connessioni con la realtà sono i film di serie B che presenta. Mr. Lobo si è spesso descritto dicendo: "Immagina di dare il lavoro di Rod Serling a qualcuno che è totalmente incompetente."
Mr. Lobo ha spesso conversazioni unilaterali con Miss Mittens, una pianta da appartamento.

### Personaggi ricorrenti
- Artie-Deco (Hardware Wars)
- Astra Naughty
- Chewchilla the Wookie Monster (Hardware Wars)
- Dr. Bling Bling
- Dr. Loco
- Ernie Fosselius
- François Fly (Fly By Night Theater)
- Lady Skank'nstein (The Horror House of Lady Skank'nstein)
- Megafant
- Movie Sniffing Tie
- Naughty Nurse Batty
- Prime-8
- Puddles the Super Turtle
- Ro-man (Robot Monster)
- Robot Seven D 4
- Slob Zombie
- Super Argo
- The Incredibly Strange Creatures (Band)
- The Robot Monsters (Band)
- The Louisiana Klingons (Trekkies)
- The Phantom of Krankor (Prince of Space)[3]
- The Queen of Trash
- Will the Thrill (Thrillville)
- Young Mr. Lobo

## Storia del programma

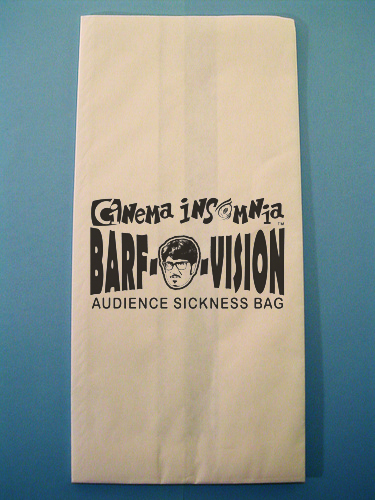
Barf-O-Vision bag

Cinema Insomnia è iniziato nel 2001 quando lo showrunner Mr Lobo lavorava per KXTV ABC News10 a Sacramento. Ispirato dal Creature Features del presentatore horror Bob Wilkins, Lobo ha suggerito un segmento di riempimento per il film delle tre di notte della stazione della durata di venti minuti. KXTV ha immediatamente ripreso lo spettacolo dopo la presentazione dell'episodio pilota Cinema Insmonia è andato in onda per 22 episodi (2001-2002) prima che lo spettacolo venisse interrotto definitivamente. La seconda versione dello spettacolo è stata realizzata per la Access Sacramento, una televisione della comunità locale ed è stata trasmessa per un anno su Comcast Channel 17 e 18. Questa versione dello spettacolo è stata distribuita anche alla televisione ad accesso pubblico via cavo in tutto il paese tramite Horror Host Underground. Dal 2003 al 2008 Cinema Insomnia è stato trasmesso a livello nazionale dalle emittenti televisive di tutto il paese. Nel 2008 Apprehensive Films, un'etichetta di distribuzione indipendente, ha firmato lo spettacolo per rilasciare esclusivi DVD di Cinema Insomnia. Nel 2009, Apprehensive Films ha rilevato anche la distribuzione televisiva dello spettacolo, il che ha portato a concedere in licenza lo spettacolo alla AMGTV.
Cinema Insomnia è stato trasmesso settimanalmente su oltre 34 emittenti tra cui KXTV ABC News10 (Sacramento, Stockton, Modesto, California), KEJB 43 (Louisiana), KTEH 54 (San Jose, Oakland, San Francisco), WOTH (Cincinnati), and WAOH-LP (Cleveland). È stato anche trasmesso su centinaia di sistemi via cavo via MavTV (national), MATA14 (Wisconsin), Cox 71 (Virginia) e Cox 99 (Indiana).
Viene consegnato a stazioni indipendenti tramite vari punti vendita PMI, Access Media Group, White Springs TV e AMGTV, nonché l'ormai defunta rete UATV. Diversi episodi sono anche disponibili per il download su Internet tramite BitTorrent e su CinemaInsomnia.com. Il Cinema Insomnia Halloween Special 2006 è stato consegnato a 45 milioni di famiglie. 
Un progetto Kick starterchiamato "Cinema Insomnia 10 Year Anniversary" è stato avviato per aiutare a finanziare $ 10.000 per la nuova stagione per dare a ogni episodio $ 384 aggiuntivi per aiutare a pagare il cast e la troupe, nonché altre spese. Al 18 dicembre 2010 erano stati raccolti 11.140 dollari. 
Il primo film della stagione 2011-2012 è stato Venus Flytrap, presentato in anteprima il 31 ottobre 2011. Questo è stato seguito da Profondo rosso e War of the Planets , che è stato co-ospitato dalla leggenda dell'orrore della California settentrionale, John Stanley. Una versione retrò dello spettacolo chiamato Insomniac Theater presentava il film The Atomic Brain e lo speciale di Natale era l'originale La piccola bottega degli orrori.
Il 30 ottobre 2015, Mister Lobo ha lanciato OSI-74 (Outer Space International), un servizio di web TV disponibile su Roku. Da allora, Cinema Insomnia ha trasmesso 72 episodi in 4 stagioni su OSI-74.

## Live shows
Il 19 agosto 2006, Cinema Insomnia ha presentato  L'invasione dei mostri verdi Live su KTEH, San Jose, CA.
Il 14 agosto 2010, Cinema Insomnia ha avuto la sua prima registrazione in onda al Guild Theatre di Sacramento di fronte a un pubblico dal vivo. Il film che è stato presentato era The Undertaker and His Pals.  A causa della natura grafica del film, a tutti è stata data una 'Barf-O-Vision' Audience Sickness Bag.
L'8 giugno 2019, Cinema Insomnia ha ospitato 2 spettacoli dal vivo al Bal Theatre di San Leandro, in California. Lo spettacolo mattutino era il film Teenagers from Outer Space e lo spettacolo serale era La sposa del mostro. Questi spettacoli dal vivo hanno segnato le prime nuove apparizioni in molti anni dei pilastri di Cinema Insomnia Rad Abrams: Skateboard Attorney e "The Queen of Trash" Sara Dunn. Gli spettacoli dal vivo sono stati successivamente trasmessi sul canale di streaming di Mister Lobo OSI-74.

## Disponibilità Online

### Livestream
Nel 2010, gli episodi di Cinema Insomnia sono stati trasmessi in streaming su Livestream.

### YouTube
Nell'agosto 2012, il canale YouTube ufficiale di Cinema Insomnia è stato chiuso a causa di più reclami di terze parti di violazione del copyright provenienti da "fonti dubbie."

### Lobovision
Nel settembre 2012, un nuovo servizio per lo streaming di video di Cinema Insomnia chiamato Lobovision è stato reso disponibile a partire dagli episodi House on Haunted Hill e Dick Tracy Meets Gruesome.
Nel giugno 2013, Lobovision è stata ridisegnata con un nuovo layout e aspetto.

### Roku
Nell'ottobre 2012, Cinema Insomnia ha debuttato su Roku sul nuovo canale horror Roku Zom-Bee TV. Zom-Bee TV ha trasmesso il primo episodio di Cinema Insomnia in HD con il film del 2009 Maxwell Stein.

### OSI 74
Gli episodi di Cinema Insomnia ora vanno in onda su OSI 74, un canale televisivo online gestito da Outer Space International, la rete di distribuzione di Mr. Lobo che presenta "programmi insoliti, sperimentali e divertenti da molti mondi creativi diversi". OSI 74 è stato lanciato il 30 ottobre 2015 su Roku. Gli episodi di Cinema Insomnia sono disponibili anche su richiesta dal canale OSI 74 Vimeo.

## Slime Line
Nel 2010, Apprehensive Films ha introdotto una nuova linea di DVD di Cinema Insomnia chiamata Slime Line. I DVD di Slime Line presentano nuovissimi mix audio, nuovi filmati retrò, attrazioni in arrivo per i classici film di serie B e nuovi indie. I DVD Slime Line contengono anche Slime Points che possono essere raccolti e inviati ad Apprehensive Films per premi selezionati. Apprehensive Films ha anche concesso in licenza gli episodi Dick Tracy Meets Gruesome, Gappa: Monsters From a Prehistoric Planet, In Search of Ancient Astronauts, Super Wheels, and Voyage to the Prehistoric Planet to Amazon Video on Demand.

### Elenco dei DVD in edizioneSlime Line
- Bigfoot: Mysterious Monster[35]
- Carnival of Souls[36]
- Cinema Insomnia Halloween Special[37]
- Creature[38]
- Dick Tracy Meets Gruesome[39]
- Eegah[40]
- First Spaceship on Venus[41]
- Gamera: Super Monster[42]
- Gappa: Monsters From a Prehistoric Planet[43]
- In Search of Ancient Astronauts[44]
- Night of the Living Dead[45]
- Santa Claus Conquers the Martians[46]
- Super Wheels[47]
- Voyage to the Prehistoric Planet[48]
- The Wasp Woman[49]

## Alpha Video
A settembre 2019, Alpha Video ha annunciato i primi tre dei dieci volumi di Cinema Insomnia rimasterizzati di recente in uscita su DVD, il 17 settembre 2019. 
Tre volumi aggiuntivi sono stati rilasciati il 17 ottobre 2019.

### Elenco dei DVD Alpha Video
- Cinema Insomnia: 2014 Haunted House Special
- Bob Wilkins: The Lost Tapes, una nuova versione estesa del 2002 Bob Wilkins Halloween Special
- Eegah
- Dick Tracy Meets Gruesome
- Monster from a Prehistoric Planet
- Santa Claus Conquers the Martians

## Nella cultura popolare
Nel primo episodio "Crystal Cove" della serie animata 2010 Scooby-Doo! Mystery Incorporated, il cattivo smascherato, il professor Emmanuel Raffalo, si ispira al conduttore horror Mr. Lobo.